# Konrad Granström
Nils Konrad "Kotte" Granström (21 de outubro de 1900 a 4 de janeiro de 1982) foi um ginasta sueco que competiu nos Jogos Olímpicos de Verão de 1920. Ele fazia parte da equipe sueca que ganhou a medalha de ouro no evento sueco do sistema.